# Paul Smith (kierowca wyścigowy)
Paul Smith (ur. 29 października 1955 roku w Sutton Coldfield) – brytyjski kierowca wyścigowy.

## Kariera
Smith rozpoczął międzynarodową karierę w wyścigach samochodowych w 1979 roku od startów w Brytyjskiej Formule Atlantic, gdzie czterokrotnie stawał na podium. Z dorobkiem 28 punktów uplasował się tam na czwartej pozycji w klasyfikacji generalnej. W późniejszych latach pojawiał się także w stawce Europejskiej Formuły 2, Brytyjskiej Formuły 1, German Racing Championship, IMSA Camel GT Championship, FIA World Endurance Championship, European Endurance Championship, World Sports-Prototype Championship, Brytyjskiej Formuły 3, Brytyjskiej Formuły 2, EuroBOSS, 750MC Formula Vee oraz HSCC Derek Bell Trophy.
W Europejskiej Formule 2 Brytyjczyk startował w latach 1980-1981, jednak w żadnym z dziewięciu wyścigów, w których wystartował, nie zdołał zdobyć punktów.